# 哈比人電影系列原創人物列表
本列表列出了彼得·杰克逊改編自托爾金小說的電影《哈比人電影系列》裡的原創角色。

## 人類
艾弗德·里斯貝（Alfrid Lickspittle ），由萊恩·蓋吉飾演。是長湖鎮鎮長的副手兼僕人，性格怯懦、贪婪，協助鎮長把巴德關入監牢。 在惡龍史矛革攻擊長湖鎮時，艾弗德被鎮長為了減輕船的重量而拋下水中。 之后几乎被憎恨他的長湖鎮災民處死，但為巴德所阻止。於是艾弗德便隨大家一同前往河谷鎮，很不情願擔任守望的工作，還一度指責灰袍巫師甘道夫是流浪漢。在五軍之戰爆發時，自私的艾弗德假扮成女人，帶著偷來的錢試圖逃离河谷鎮。之後他被迫躲藏在一个死了的食人妖背上的吊带投石器裡， 附近另一隻食人妖在攻擊甘道夫時，艾弗德在恐懼中无意启动弹射器，將自己射入該食人妖口中，雙雙窒息死去。
貝特西·奶油伯（Betsy Butterbur），布理躍馬旅店的女侍應，在《哈比人：荒谷惡龍》序幕登場，為甘道夫和索林端酒；她也是《魔戒首部曲：魔戒現身》中巴力曼·奶油伯的親戚。由彼得·杰克逊的女儿凯蒂·杰克逊飾演。
比爾·羊齒蕨（Bill Ferny），在原著小說是白袍巫師萨鲁曼的安插在布理的心腹，監控著佛罗多 ，他並没有出現在杰克逊的 《魔戒電影三部曲》裡。然而，他的父亲在《哈比人：荒谷惡龍》序幕中是被阿索格雇傭的刺客，追蹤索林·橡木盾到躍馬旅店，但当甘道夫出現後，他就離去了。該角由達拉斯·巴內特（Dallas Barnett）飾演。
- 眯着眼睛的南方人 ，於《哈比人：荒谷惡龍》序幕和羊齒蕨一起出现在躍马酒店裡。該角由紐西蘭演员马特·史密斯（Matt Smith）飾演。

布拉加 （Braga），由Michael Mitchinson飾演。是長湖鎮衛隊隊長，和他的下属皆聽命於鎮長。在史矛革攻击長湖镇時，他放棄保衛鎮上居民的工作，而去協助搬運鎮長的財寶；在巴德射殺惡龍後，布拉加與鎮長皆被自空中墜落的惡龍屍體給砸死。
希尔达·比安卡 （Hilda Bianca），由莎拉·皮爾斯飾演。長湖鎮的女性，在索林的矮人遠征軍剛進入長湖鎮時曾幫助他們躲過衛隊的追捕。她十分蔑视鎮長的走狗艾佛德。在五軍之戰爆發後，希爾達帶著躲在大殿的老弱婦孺一同拿起器械和半獸人戰鬥。
波西 （Percy），由尼克·布雷克飾演。是長湖鎮水門的看守，也是巴德的朋友。在長湖鎮被毀後，他向幸存鎮民揭示了巴德英勇屠龍的事蹟，使巴德受到鎮民的擁戴。五軍之戰期間，他成为巴德的助手，指揮弓箭手防衛河谷鎮。波西最後在戰役中倖存下來，並在索林·橡木盾的葬禮上吹響號角。
蒂妲（Tilda ）和雪歌（Sigrid），由瑪麗和佩吉·奈斯比特姊妹飾演。是巴德的兩名女兒。在托爾金的原著小說裡，贝恩是巴德唯一已知的兒子。而在電影的原始劇本中，蒂妲是巴德唯一的女儿、雪歌則是他的妻子，但是飾演巴德的路克·伊凡斯要求改变他的性格，讓巴德為家庭擔任更大的責任。

## 精灵

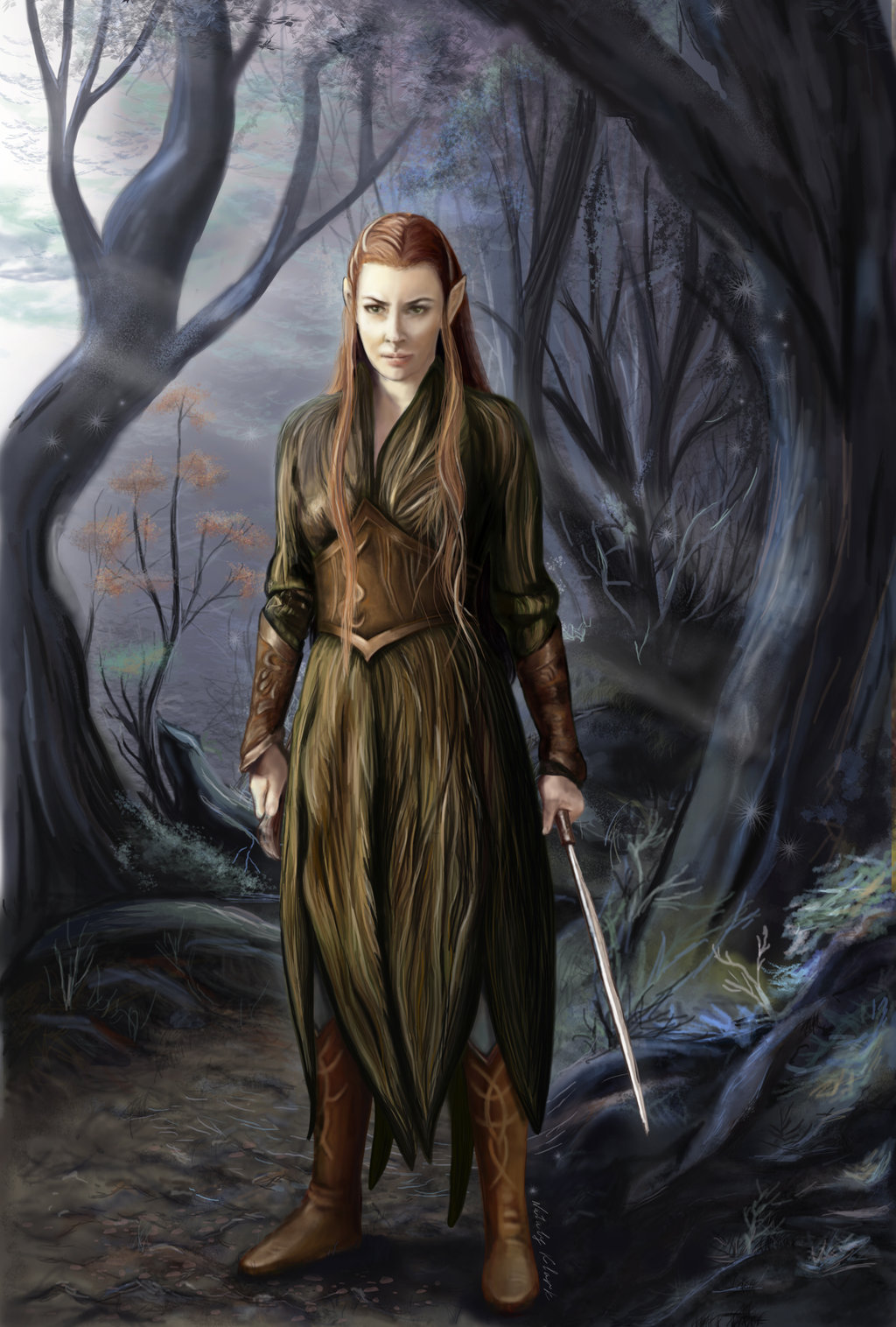
插畫中的女精靈陶烈兒。她是電影編劇依照原著精神發展出的角色。

陶烈兒（Tauriel），由伊万杰琳·莉莉飾演。是幽暗密林的木精靈侍衛隊隊長。她愛上了矮人奇力。其名字Tauriel意為「幽暗密林的女兒」。
愛洛斯（Elros），由罗宾·克尔飾演。是木精靈小隊長之一，負責掌管矮人監牢的鑰匙。
費倫（Feren），由西蒙·伦敦飾演。木精靈隊長之一。在《哈比人：荒谷惡龍》，當勒苟拉斯發現索林橡木盾和矮人隊伍已經乘酒桶從監獄逃出後，他命令費倫吹角，以警告護衛河流的精靈，讓他們關閉大門。後來，在《哈比人：五軍之戰》中，費倫被瑟蘭督伊派來通知勒笱拉斯回幽暗密林，並告知陶烈兒已被驅逐的消息。在五軍之戰期間，他也是瑟蘭督伊的主要副手之一。

## 哈比人
小胖博哲（Fatty Bolger ）。胖哈比人，在原著小說裡是佛羅多的朋友之一，他在《魔戒首部曲：魔戒現身》電影中被省略。但在 《哈比人：五軍之戰》的結尾中，有一位名叫博哲的哈比人從拍賣師Mr. Grubb手中購買了一些袋底洞的家具。
Fredegar Chubb ，由《Ain't It Cool News》的Eric Vespe飾演。是一个哈比人，於首集《哈比人：意外旅程》在市場買了一條魚。Vespe最初在電影拍攝地做了幾則報導，並被邀請在電影裡客串。彼得·杰克逊决定給Vespe一個小角色飾演，並要求讓該角色有一個名字。
Master Worrywort ，由蒂莫西·巴特利飾演。是比爾博在夏爾的鄰居之一。在 《哈比人：意外旅程》中比爾博询问他是否看到了一個巫師出現在市场上。在 《哈比人：五軍之戰》中，Worrywort也是第一个欢迎比尔博回鄉的哈比人。

## 半獸人
Fimbul ，由Stephen Ure飾演。是阿索格手下的一名狼騎士，在《哈比人：意外旅程》中和另一半獸人Yazneg奉阿索格之命追殺索林的矮人遠征軍，但因被瑞文戴爾精靈軍隊阻止而宣告失敗。 隨後他和Yazneg到風雲頂去向阿索格回覆，結果Yazneg被阿索格殺死。之後Fimbul在阿索格領導下把矮人們圍困在懸崖邊的冷杉樹下，但矮人們隨後被巨鷹救走。《哈比人：荒谷惡龍》中， Fimbul在波格領導下一起繼續追捕矮人，潛入長湖鎮圍攻巴德家，最終被勒苟拉斯斬首。
Grinnah，由Stephen Ure飾演。迷霧山脈地底哥布林王的部下，負責搜索矮人身上的財寶。當矮人和甘道夫逃離該處時，他被奇力殺死。
Narzug，由 Ben Mitchell飾演。阿索格手下的半獸人。在《哈比人：荒谷惡龍》中被勒苟拉斯和陶烈兒抓獲，并在精靈王的大廳被瑟蘭督伊审讯，後被斬首。
拉加什（Ragash），是一个半兽人，在《哈比人：五軍之戰》裡向通知阿索格半獸人军團准备於第二天上午向孤山發動攻击的消息。他由艾伦·史密斯飾演，Martin Kwok配音。
Yazneg，由约翰·罗尔斯飾演。半獸人小隊長，阿索格的手下。在《哈比人：意外旅程》中，他发现了索林的矮人遠征軍，但因他未能捕獲索林，而被阿索格在风云顶杀害，屍體被扔給座狼吃。
The goblin scribe，由Kiran Shah飾演。在《哈比人：意外旅程》中短暫出場，是哥布林王的抄写员和信使。